# نيكولاس بريتيل
نيكولاس بريتيل (بالإنجليزية: Nicholas Britell)‏ (و. 1980 – م) هو ملحن، ومؤلفو موسيقى تصويرية من الولايات المتحدة الأمريكية. ولد في الولايات المتحدة الأمريكية.

## التعليم
تعلم في جامعة هارفارد.

## وصلات خارجية
- نيكولاس بريتيل على موقع IMDb (الإنجليزية)
- نيكولاس بريتيل على موقع ميتاكريتيك (الإنجليزية)
- نيكولاس بريتيل على موقع روتن توميتوز (الإنجليزية)
- نيكولاس بريتيل على موقع قاعدة بيانات الأفلام العربية
- نيكولاس بريتيل على موقع ألو سيني (الفرنسية)
- نيكولاس بريتيل على موقع ميوزك برينز (الإنجليزية)
- نيكولاس بريتيل على موقع رولينغ ستون (الإنجليزية)
- نيكولاس بريتيل على موقع أول موفي (الإنجليزية)
- نيكولاس بريتيل على موقع بوكس أوفيس موجو (الإنجليزية)
- نيكولاس بريتيل على موقع قاعدة بيانات الأفلام السويدية (السويدية)

نيكولاس بريتيل في قاعدة بيانات الأفلام على الإنترنت